# Pseudotorinia architae
Pseudotorinia architae é uma espécie de molusco pertencente à família Architectonicidae.
A autoridade científica da espécie é O. G. Costa, tendo sido descrita no ano de 1841.
Trata-se de uma espécie presente no território português, incluindo a zona económica exclusiva.